# Wind (banda)
Wind es el nombre del grupo musical alemán que toca música schlager. La banda está aún activa, más de 20 años después de su fundación.

## Historia
El grupo fue formado en 1985 por el compositor Hanne Haller. Los otros miembros de la banda eran Alexander "Ala" Heiler, Christine von Kutschenbach, Rainer Höglmeier, Willie Jakob, Sami Kalifa y Petra Scheeser.
El grupo ha participado en el Festival de la Canción de Eurovisión por Alemania tres veces. La primera vez fue poco después de su formación, en el Eurovisión 1985. Con la canción "Für alle" ("Para todos") terminaron en segundo lugar, justo después del dúo ganador Bobbysocks de Noruega. En el Eurovisión 1987, Wind regresó al concurso con la canción "Laß die Sonne in dein Herz" ("Deja entrar al Sol en tu Corazón") en Bruselas, Bélgica. Una vez más lograron un segundo lugar, esta vez detrás de Johnny Logan quien representó a Irlanda. "Laß die Sonne in dein Herz" se ha convertido en su canción más representativa, inclusive da la bienvenida a los visitantes a su sitio oficial. Wind entró a Eurovisión por una tercera vez en el Eurovisión 1992 en Malmö, Suecia, con la canción "Träume sind für alle da". Esta vez no fueron tan exitosos, terminando en la décimo-sexta posición de entre 23 participantes.
El grupo es un gran productor de sencillos. Sólo en el periodo desde 1997 han lanzado por lo menos 15 sencillos.

## Discografía

### Álbumes
- Für alle (1985)
- Stürmische Zeiten (1985)
- Jeder hat ein Recht auf Liebe (1987)
- Laß die Sonne in dein Herz (1987)
- Let the Sun Shine in Your Heart (1987)
- Alles klar (1989)
- Frischer Wind (1998)
- Hitze (1990)
- Total verliebt (1994)
- Mit Herz und Seele (1995)
- Die ganze Nacht an dich gedacht (2000)
- Sonnenklar (2001)
- Kein Weg zu weit (2002)
- Nur mit dir und sofort (2002)
- Mach mich an (2004)
- Sonne auf der Haut (2004)
- Wunderbar (2004)
- Nimm mich mit (2005)
- Schön war die Zeit (2007)

### DVD
- Sonnenklar (2001)